# Dehaasia
Dehaasia é um género botânico pertencente à família Lauraceae.